# Goiá (Goiânia)
Goiá é um bairro localizado no município de Goiânia, capital de Goiás, na Região Oeste da cidade. É subdividido em quatro partes, I, II, III e IV.
O bairro surgiu e cresceu através de intensa segregação social e falta de infraestrutura. Ainda, atualmente, o local possui problemas com segurança e criminalidade, educação e sinalização de transporte. É limítrofe com vários outros bairros que atravessaram processos de violência durante seu desenvolvimento.
Segundo dados do Instituto Brasileiro de Geografia e Estatística (IBGE), divulgados pela prefeitura, no Censo 2010 a população do Goiá era de 7 288 pessoas.